# Thomaskirche (Pfullingen)

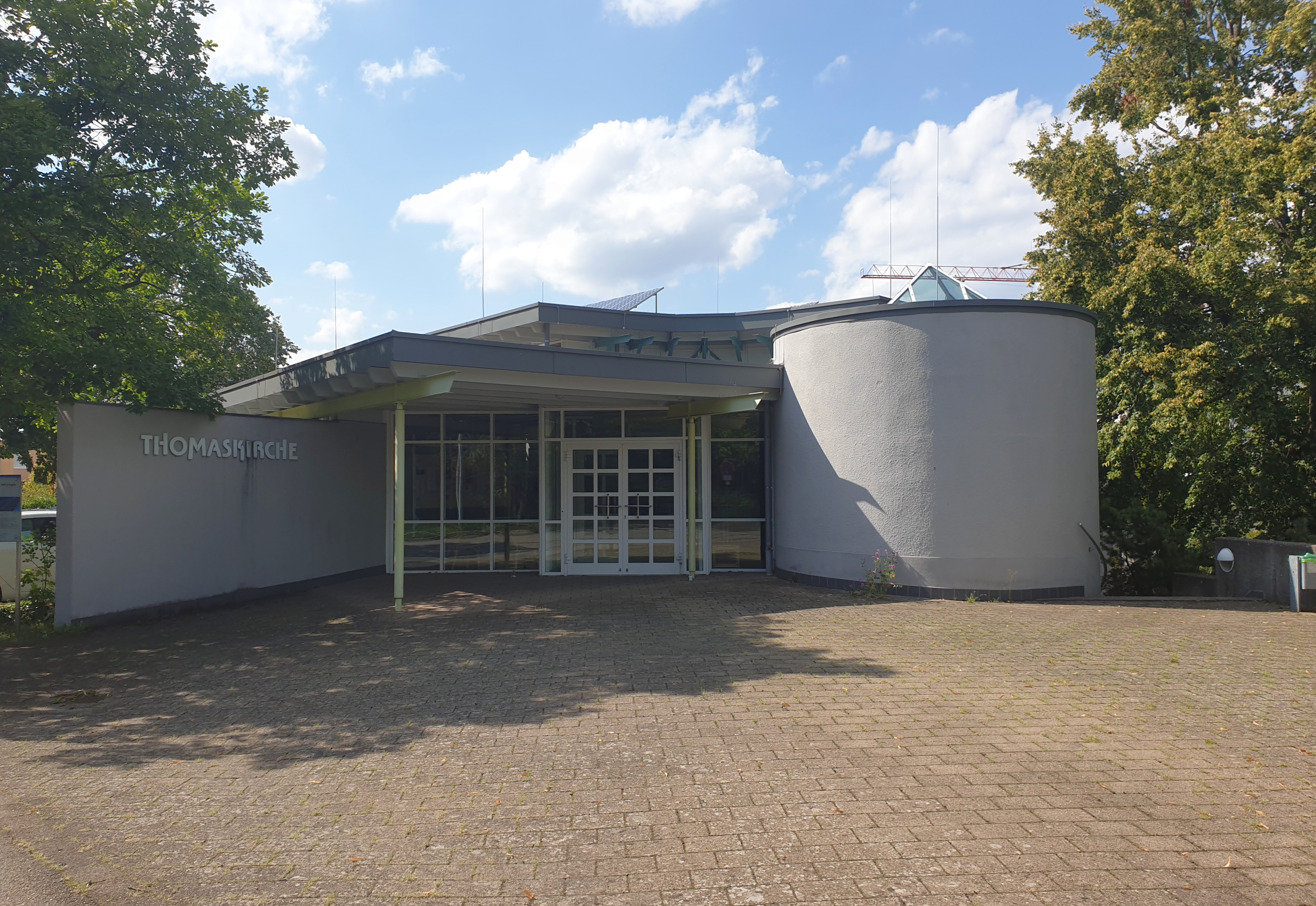
Frontansicht der Kirche (2023)

Die Thomaskirche ist neben der Magdalenenkirche und der Martinskirche eine von drei evangelischen Kirchen in der süddeutschen Stadt Pfullingen. Alle drei Kirchen gehören zur Evangelischen Kirchengemeinde Pfullingen.
Die Thomaskirche (nach dem Apostel Thomas) wurde nach einem Entwurf des Stuttgarter Architekturbüros Kenèz und Jäger erbaut und am 13. Oktober 1991 eingeweiht. Sie liegt unterhalb des Wohngebiets Ahlsberg im Süden Pfullingens und dient als Ersatz für die als Provisorium erbaute Pauluskirche, die am 6. Juni 2004 geschlossen und mittlerweile abgerissen wurde.

## Gemeinde
Die Thomaskirche gehört zum Pfarramt Süd der Evangelischen Kirchengemeinde Pfullingen, die der Evangelischen Landeskirche in Württemberg angehört. Die zuständige Pfarrerin für das Gemeindezentrum ist seit September 2018 Ulrike Kuhlmann, die zuvor in der Martinskirche tätig war. Vor ihr wurde die Gemeinde zunächst von Michael Hägele, ab August 1993 Martin Tuttaß betreut. Dem Gemeindezentrum gehören rund 2000 Gemeindeglieder an (Stand: 2016).
2017 schlossen sich die drei evangelischen Kirchengemeinden Pfullingens, die Magdalenenkirchengemeinde, die Martinskirchengemeinde und die Thomaskirchengemeinde, zu einer Gesamtkirchengemeinde, der Evangelischen Kirchengemeinde Pfullingen, mit einem gemeinsamen Kirchengemeinderat zusammen. Die bisherigen Gemeinden bilden nun Gemeindezentren, wobei das Gemeindezentrum Martinskirche nach wie vor in die zwei Pfarrbezirke Ost und West mit je einem eigenen Pfarrer untergliedert ist.